# ボルボ・トラックス
ボルボ・トラックス（英: Volvo Trucks 瑞:Volvo Lastvagnar）は、ボルボ・グループ（AB ボルボ）が所有するスウェーデンのヨーテボリに拠点を置くグローバル・トラックメーカー。2016年時点で世界で2番目となる大型トラックの製造業者である。なお、世界第一位はダイムラー・トラック。
ボルボグループは2012年1月1日に再編成されており、この再編成プロセスの一環として、ボルボ・トラックスは独立した企業では無くなり、ボルボのほか、ルノー・トラックス、マック・トラックスと共にボルボ・トラックスに統合されている。
1928年に生産ラインから初めてトラックが出荷されており、2016年には世界中で52,000名を超える従業員が雇用されている。スウェーデンのヨーテボリにグローバル本社を置き、ボルボ・トラックスは地元資本と提携しながら8つの組立工場と9つの製造工場を保有しており、年間190,000台の生産と販売を行っている。
2017年には、中国の企業である浙江吉利控股集団がボルボ・トラックス14%の株式を購入している。

## 歴史

### 1920年代

#### シリーズ1の成功
ボルボは1926年後半に創業を開始し、1927年4月に開始された自動車生産に対し準備を行っている。また、スウェーデンでは自国製の自動車に対する需要が少ないことが判明している。1926年12月、現在では中型トラックとなる「シリーズ1」の設計が始まっており、1928年2月に完成車第一号がスウェーデンのヨーテボリ工場から出荷されている。なお、この初期段階に於いて乗用車の生産も開始されており、トラックと同じ組立ラインにて生産が行われている。
ボルボ製の需要が少ないにもかかわらず、シリーズ1型が発売されると瞬く間に完売し商業的成功を収めている。当初の計画では、500基の4気筒エンジンを搭載したシリーズ1型を生産し、後、より強力な6気筒エンジンを搭載したトラックを投入する予定であった。しかし、初期生産分である500台のトラックが即完売したことで、2年後に第二弾である「シリーズ2」が計画され、500台の製造が開始されている。
シリーズ1型は、エンジンは軽快であったものの、出力は僅か28馬力であり、4気筒のガソリンエンジンが採用されている。メーカーが定めた最大積載量は1,500kg（車両総重量の半分）に制限されていたが、基本設計が非常に堅牢であったため、最大積載量の2倍である3tまで荷が積み込まれた状態で頻繁に使用されている。制限速度は40km/hから50km/hに制限しており、3速式のギアボックスが搭載されている。
シリーズ1型の製造はボルボにとって初めての試みであり、市場調査の結果もあり控えめな計画で開始されたが、頑丈で簡素なデザインも相俟って、当初の期待を遥かに超える成功を収めている。この時代、多くのトラック製造メーカーは基礎となるシャーシやキャビンも含めた開発と製造を行っているが、ボルボでは対照的に独自設計したエンジンとギアのみを出荷しており、基礎となる車体（シャーシ）とキャビンは車体メーカーであるオートヴィーダベリ（Åtvidaberg）に発注し、納品前に自社工場で組み立てる方式が採られている。なおこのタイプの殆どが、キャビンが無い状態で納品されている。大半の顧客は地元キャブメーカーに独自仕様のキャブを発注し、これを搭載している。また、今日に於いても大半のシリーズ1型が現存していることからその高品質、堅牢さが窺える。

#### シリーズ2

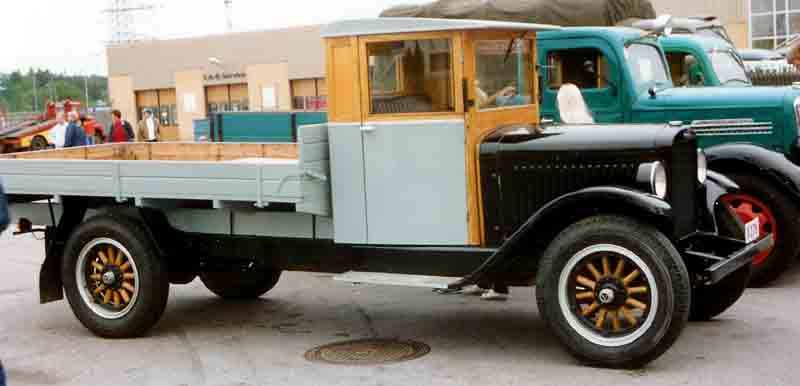
1929年製ボルボ LV63

創業を開始して最初の数年は乗用車の販売が伸び悩んでおり、初となるトラック、シリーズ1の成功はボルボにとって驚くべき事象であった。生産された500台の在庫予想として、当初2年まで続くと予想していたが、実際には6か月で完売しており、この需要に対しシリーズ1の増産体制を敷いている。また発売から2年間は休みが取れない程多忙であった。1928年2月、シリーズ1に変更を加えた「シリーズ2」を発売している。多忙であったため新型エンジンの開発ができず、シリーズ2型では車軸比を上げることで対応している。これにより最高速度は低下したが、非力であったため、逆に運転性能は改善されている。
シリーズ1の輪距はそれまで製造された乗用車と同じ1,300mmであり、大半の道路では特に問題とはならなかったが、一部道路では馬車により残された轍の幅が1,500mmであったことから走行しにくい状況が発生している。そこで、シリーズ2型では1,460mmへと輪距を広げる対策が採られている。シリーズ1ではスプリングがシャーシの真下に取り付けられたのに対し、シリーズ2型ではシャーシの外側に移動している。またこの違いにより1型と2型の判別が行われている。このほか、木製のハンドルであった物をベークライトを使用した物に変更している。

### 1930年代

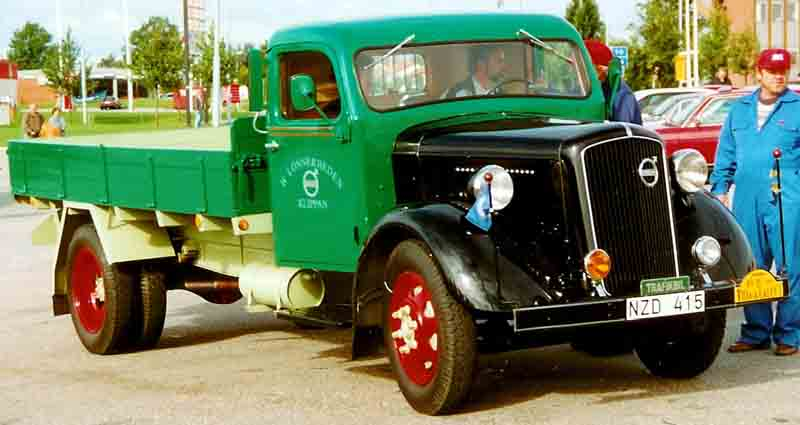
1937年製ボルボ LV84DT

1930年代はボルボにとって成長と製品改善の時代であった。第一世代のトラックは時代遅れであったが、成長したことで大手メーカーに追いついている。ディーゼルエンジンの搭載や木製のスポークホイールであった物をスチール製に変更。油圧ブレーキの採用などを行い、頑丈であったため輸出市場でも頭角を現しており、30年代後半では北欧地域で支配的トラックメーカーとなっている。また、中小型モデルである「LVシリーズ」の製造開発を行っている。

#### LV75
ボルボ初となるキャブオーバー（COE）形状を採用したトラックであるLV75を発売。世界的な流行として、従来のボンネット型（コンベーショナル）からキャブオーバーに移行しており、1896年代はキャブオーバーが主流であった。アメリカでは州間高速道路の全長規制によりキャビン全長を短縮することでトレーラー全長を稼ぐため挙って製造が行われ、欧州ではトラックが増えたうえ、元来の道路事情の悪さからトラックの車両総重量（GVW）に関する厳しい規制が導入され始めたことで、車軸圧を許容範囲内に収める必要に迫られている。そこで、前輪の車軸よりも前にエンジンを配置するボンネット形状を止め、重量をホイールベース間に均等に配分することができるキャブオーバーの開発を行っており、開発された「LV75」はアムステルダム・モーターショーに於いて発表が行われている。LV75はごみ収集車などボンネットが障害となる特殊車両の分野で人気を博している。しかし、最も利用されたのは地方で運行する路線バス用途であった。その後、バスは再びコンベーショナル形状へと回帰している。

#### 1930年代後半:第一次世界大戦へ
中央同盟国と三国協商の対立から欧州各地で第一次世界大戦の機運が高まったことにより、各国は侵略から身を守るため防衛能力を高める対応を開始している。グローバル企業であったボルボは兆候を感じ取っており、自国防衛に向けたクロスカントリー・トラックの設計と開発を行っている。同時に対空砲や大砲を牽引させることが可能な6×4クロスカントリー・トラック「TVA」が開発されている。後輪が全輪駆動方式であるため悪路に強く、ぬかるんだ場所での走行性能を向上させるため、第一車軸と第二車軸間に接地圧を減らすため小型の車輪が取り付けられている。大半の重量が前車軸に架かったことで走行性能に優れていた。

### 1940年代

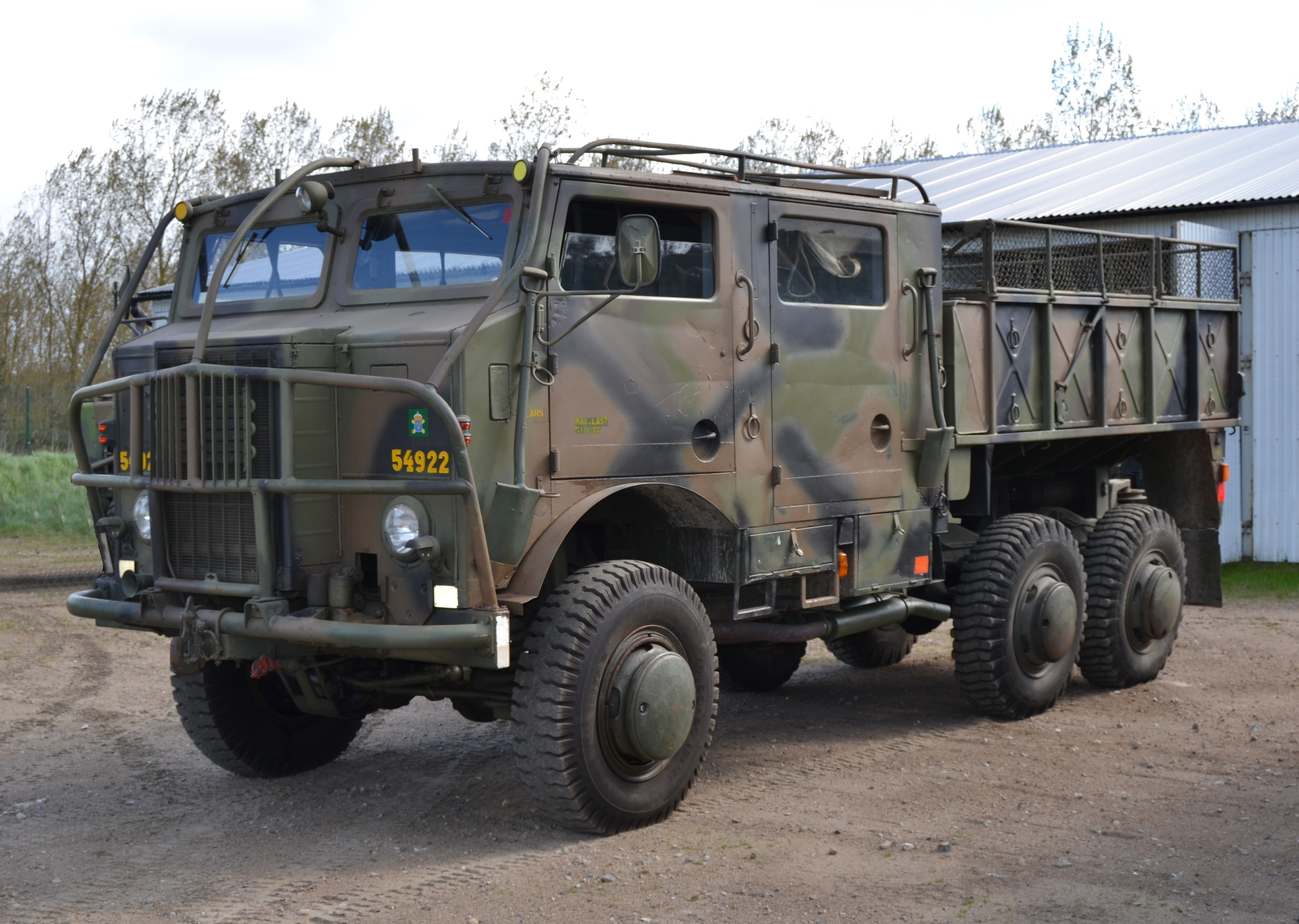
スウェーデン軍で採用されたVolvo TVC

世界は第二次世界大戦へと移行し、ボルボも民間向け車両需要が大幅に減っているが、スウェーデン軍に納入する軍用車両の受注が増えたことにより民間の需要不足を補っている。オフロード性能を有する「TVC」などの開発と生産が行われている。この時期に中大型トラックにディーゼルエンジンエンジンを搭載する傾向が強くなっており、1940年代後半は戦前モデルのトラック生産が劇的に増加している。

### 1950年代
それまで採用されていたガソリンエンジンと初期のディーゼルエンジンは直噴式ディーゼルエンジンに取って代わり、ボルボはターボチャージャーを取り付けたディーゼルエンジンの採用を開始している。これによりエンジン出力が大幅に増加したことにより、より重く、より大きく、より長い車両設計が可能となり開発が行われている。エンジン出力の向上により現在の大型車両や採掘場などで使用されるヘビーデューティーモデルなどが登場している。またキャブの後方に寝台が装備されたことでより長距離運行を可能とし、パワーステアリングの登場などによりドライバーの負担が減っており、経済成長も重なったことで世界的にトラック輸送の需要が高まっている。

### 1960年代

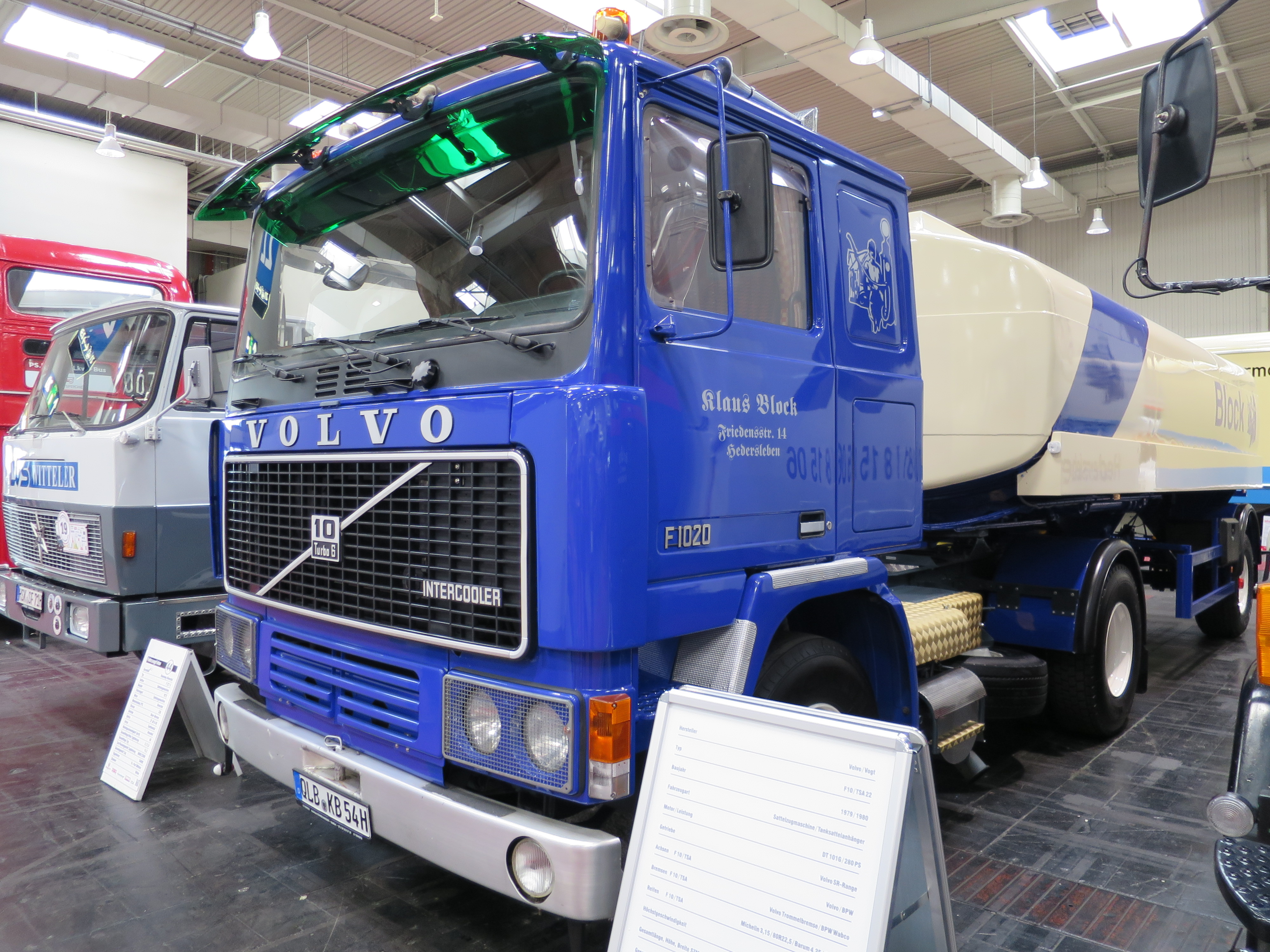
2016年ハノーファー国際モーターショー（IAA）で展示されたVolvo F10

高速道路の整備など道路インフラが世界的に進んだことにより、それまで主役であった貨車や船舶、航空機に代わり、積み替えが必要無く物量や時間の対応が柔軟で安全、高速なトラックは輸送の主役となっている。スウェーデンでは安全基準をクリアしたキャビンが導入され、シートのサスペンション化が行われており、ハイキャブオーバーは高い視認性を提供する結果となった。

### 1970年代
欧州の各メーカーが1962年にボルボが開拓した技術である、キャビンが前方へ倒れる機能「チルトキャブ」機構を採用。この他、技術革新により定格出力や平均速度が増している。ボルボでは貨物自動車各社に多大な影響を与えた新デザインを採用した新型「Volvo F10/F12」が発売されている。

### 1980年代
車両のサスペンションにエアサスペンションが採用される。ボルボでは「CH」や「F」シリーズの生産が行われている

### 1990年代
環境意識の高まりにより、排出ガスなど環境への対応、騒音低減への対応を行う。各国で様々な環境基準が採用されており、これに適合するための車両開発を行っている。

### 2000年 - 現在
輸送効率と輸送コスト、安全性の追求、電子製品採用による電子制御エンジンやデジタル車両管理などの採用。メタンガスなど代替燃料、電気自動車、ハイブリッド車両などの開発を行う。

## 製造拠点
ボルボのキャブはスウェーデン北部の街、ウメオとベルギーのヘントでの製造が行われている。エンジンはフエヴデ（シェヴデとも）で製造がおこわれている。部品流通センターはベルギーのヘントに所在する。世界各地に組立工場を保有しており、アメリカ、インド、オーストラリア、タイ、中国、ブラジル、フランス、ベルギー、南アフリカ、ロシアでの組み立てが行われている。

## モータースポーツ

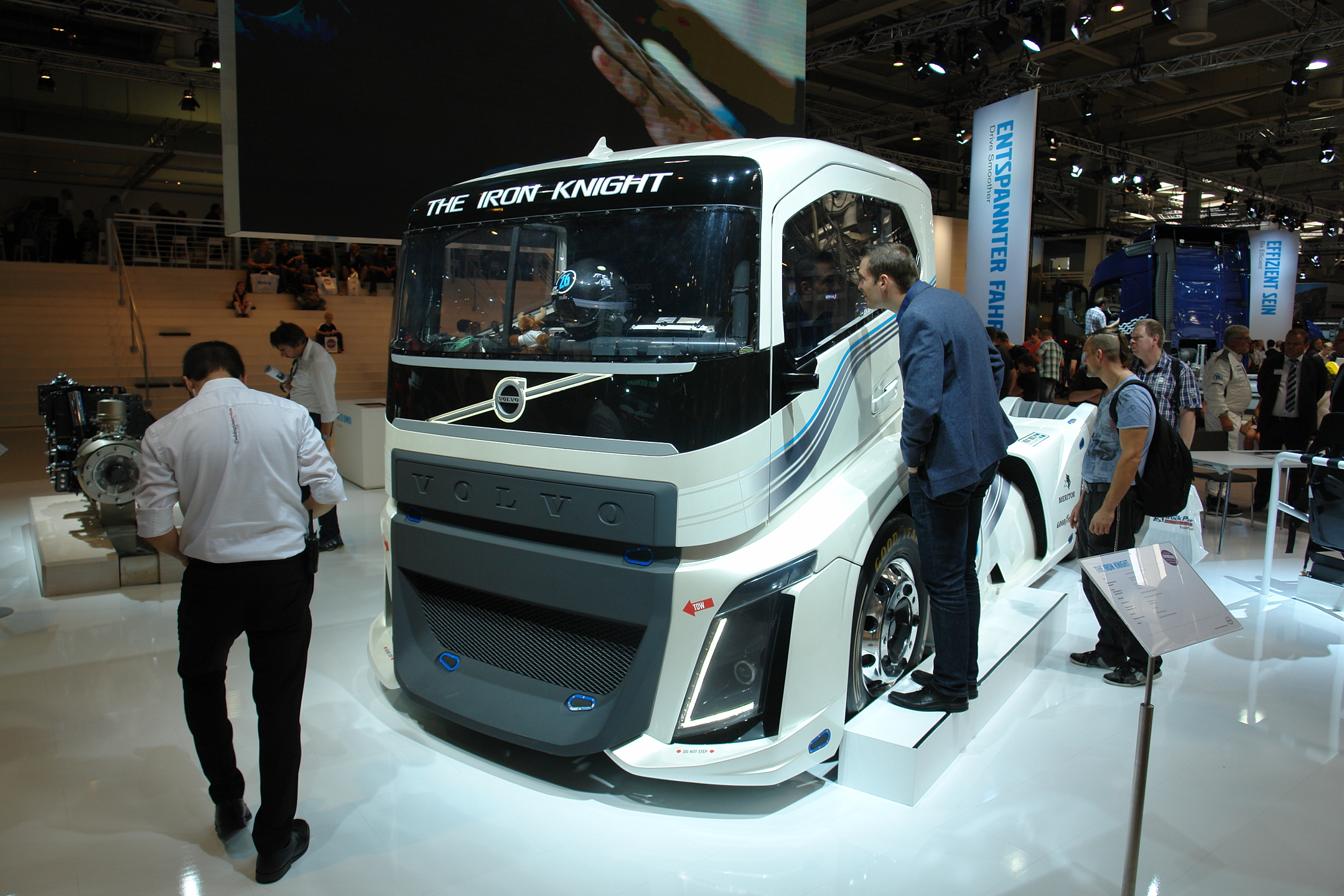
IAA 2016で展示されたレーシングトラック

欧州では物流事業者に絶大な人気を誇るトラクターによる国際自動車連盟（FIA）公認の自動車レースETRC（European Truck Racing Championship）が行われており、各レーシングチームでボルボトラックが使用されている。またブラジルでもフォーミュラ・トラックが開催されており、ボルボの車両が使用されている。
ボルボ・トラックスは2016年シーズン以降、イギリスのフォーミュラ1チームであるマクラーレンとのパートナー契約を結んでおり、ボルボFHによる競技車両やホスピタリティ施設の輸送が行われている。

## 販売車種
2020年時点でのラインナップであり、また国により販売車種が異なる。

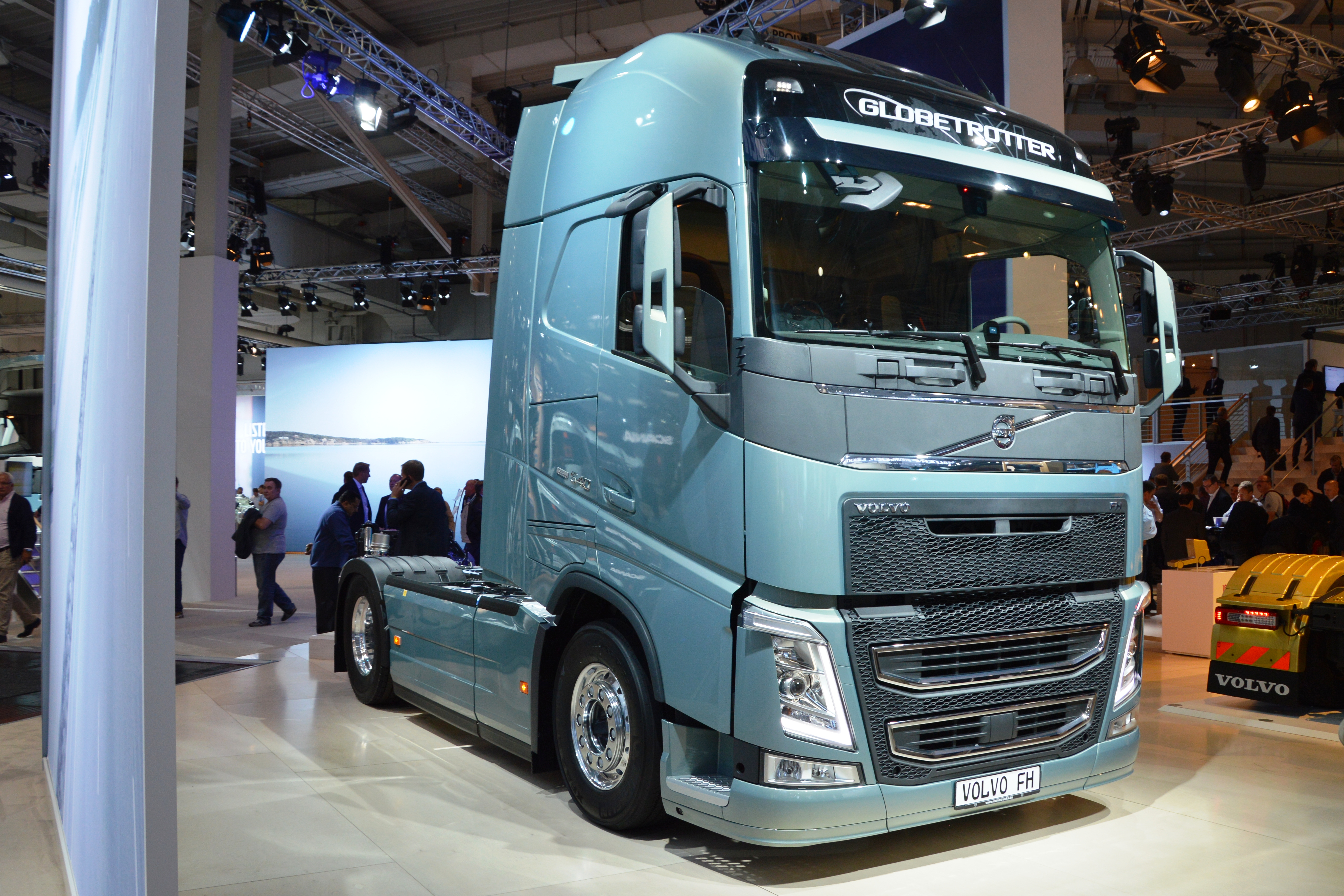
IAA 2014に展示されたFH540

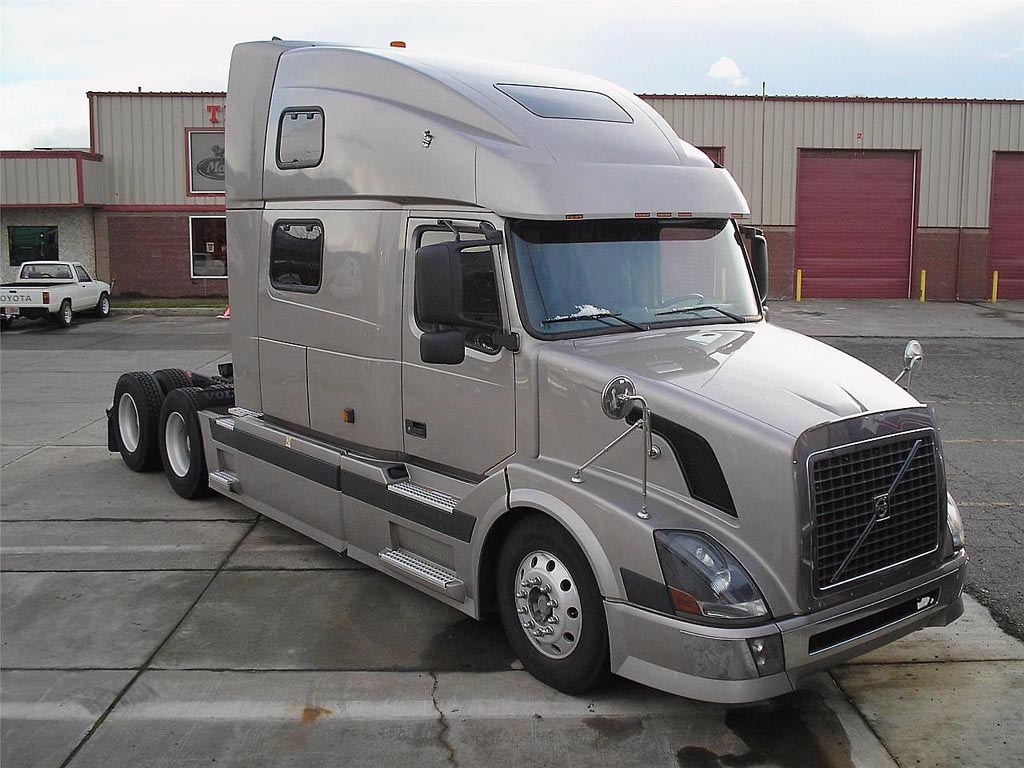
北米で販売されているVNL780プレミアム

- FHクラシック
- FH16クラシック
- FMクラシック
- FMXクラシック（英語版）

### ヘビーデューティーモデル
- FH16
- FH
- FM
- FMX（英語版）
- FE
- FL
- VM
- VNL（英語版）
- VHD
- VAH
- VNR（英語版）
- VNX（英語版）

## 軍用車両
軍事用途向けトラックはボルボ・ディフェンスで製造されている。

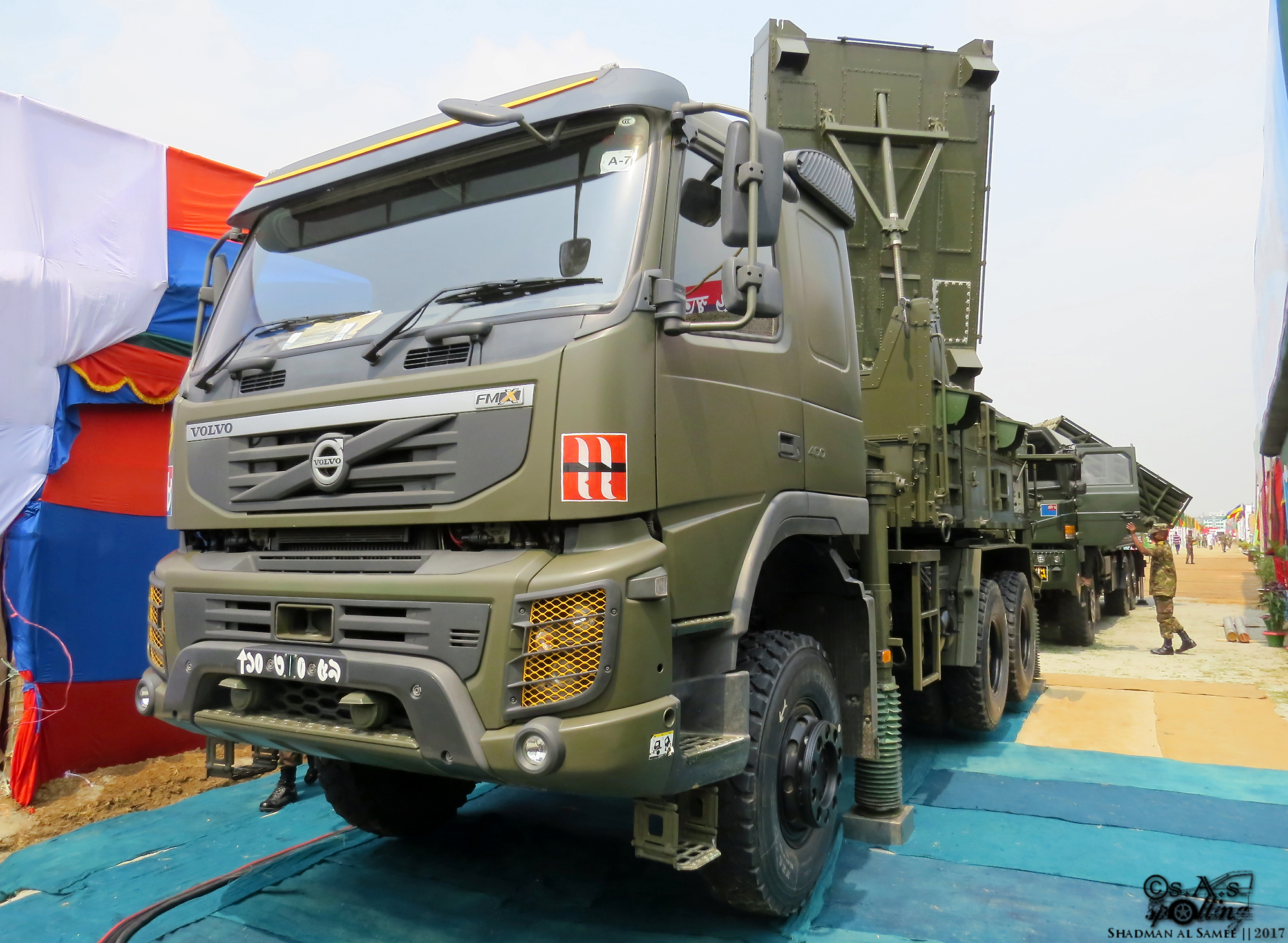
バングラデシュ陸軍で採用されたFMX

- FH HET

ボルボFHをベースにしたトラクターであり、最大で325トンまで牽引が可能。重量物運搬用途やレッカー用途として使用されるロジスティクス向け車両。
- FMX

ボルボFMをベースに開発された車両。4×4、6×6、8×8、8×6、10×6の駆動設定が用意されており、悪路の走破性能が高い不整地向けロジスティクス車両。
- FL/FE

ボルボFL/FEをベースにしたタンカーや牽引、作業などを目的とした空母や飛行場向けの車両。
- ATMAT-ISL

「All Terrain Mobility Articulated Transport」の略であり、ロジスティクス向けに専用設計された車両。操舵方式はアーティキュレート（中折れ式）を採用したことで不整地での走破性能が高く、ISOコンテナ輸送を主目的としており、車両に搭載用クレーンを備える。他社では一般的に車両後方にコンテナを展開させるのに対し、ボルボでは車両脇に下ろすことが可能なクレーンを備える。
- Engineering equipment

陣地構築や建設工事用ブルドーザーやダンプなどの建機、6×6屈折連結式トラックなどを扱う。
- Buses

平時や低脅威地域で運用される送迎用バス。民間用バスモデルの転用であり差異は無い。
- Penta Power

ディーゼルエンジン。船舶、産業用に使用される。